# Yana Smerdova
Yana Smerdova, née le 7 février 1998, est une athlète russe spécialiste de la marche athlétique. En juillet 2017, elle remporte la médaille d'or du 10 000 m marche lors des Championnats d'Europe juniors d'athlétisme 2017. Elle fait partie des 49 athlètes russes autorisés à concourir sous drapeau neutre,, pour les championnats du monde d'athlétisme 2017,. 